# Phare d'Oyster Island
Le phare d'Oyster Island est un phare situé sur l'île du nom de Oyster Island proche de Rosses Point (en) en baie de Sligo dans le Comté de Sligo (Irlande). Il est géré par les Commissioners of Irish Lights (CIL).

## Histoire
À l'origine, deux feux avaient été établis en 1837 sur Oyster Island pour signaler l'entrée du port de Sligo. Ils ont été désactivés en 1891 et les deux tours ont été détruites.

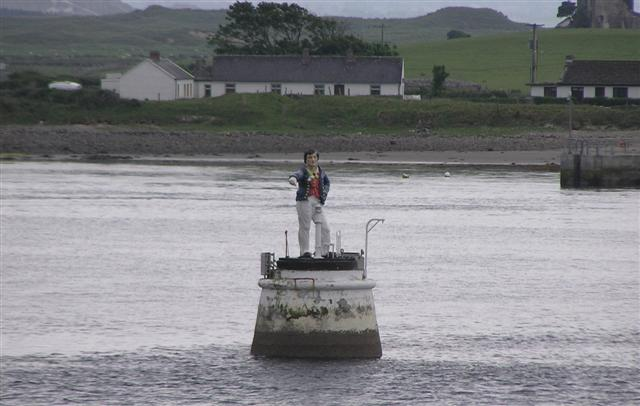
Balise Metal Man

En 1893, une nouvelle tour en maçonnerie de 12 m, avec lanterne et galerie, a été érigée au nord-ouest de l'île. La tour est grise, la lanterne est blanche et la rambarde de la galerie est rouge. En 1932 il est devenu le feu arrière de l'entrée du port et le Metal Man, installé en 1932 dans le chenal, est devenu le feu avant. Depuis 2001, les deux feux sont alimentés à l'énergie solaire et synchronisés entre eux.
Le phare d'Oyster Island se trouve à environ 365 m de la balise Metal Man. Le phare n'est accessible qu'en bateau de Rosses Point et c'est l'autorité portuaire de Sligo qui en assure la maintenance.